# Csanak Béla
Csanak Béla (Debrecen, 1900. május 20. – Budapest, 1969. augusztus 17.) magyar zeneszerző, karmester.

## Életpályája
Szülei Csanak József fűszer-nagykereskedő és Lucich Margit voltak. Az 1920-as években Budapesten tanult a Festőakadémián. Kacsóh Pongrác fedezte fel zenei tehetségét; abbahagyta a festészetet s részben Kacsóh Pongrácnál, részben Karvaly Viktornál tanult tovább. 1927-ben karmesterként debütált a debreceni Csokonai Nemzeti Színházban (Kacsóh Pongrác: János vitéz). 1927–1930 között, majd 1931–1932 között, és 1936–1940 között a debreceni Csokonai Nemzeti Színház karmestere volt. Az 1930-as években vidéki városokban dolgozott. 1941-től Budapest színházaiban zenei vezetőként működött. 1942–1949 között egy-egy új operettjét vezényelte a budapesti színházakban. A színházak államosításától 1964-ig a Vígszínház (1949-től) és a Pesti Színház társulatánál zenei vezetője és zenei lektora volt. 1954–1962 között a Vidám Színpad zenei vezetőjeként dolgozott. 1964-ben nyugdíjba vonult.
Kezdeményezésére több zenés színházban gyakorlattá vált a zenekarnak két zongorával való helyettesítése.
Sírja a Farkasréti temetőben található (6/8-1-37).

## Magánélete
1937. május 6-án Debrecenben házasságot kötött Rózsa Katinkával.

## Művei
- Legszebb éjszaka
- Párizsi expressz (1942)
- Családi szálloda (1945)
- Nászélszaka (1949)
- Torkig vagyok a szerelemmel (1955)
- Váljunk el! (1959)

### Népszerű dalai
- Amikor az ember szíve fiatal (Szenes Iván)
- Az öszvér és a csikó
- Büntetlenül (Szenes Iván)
- Dúdolom, dalolom
- Ébren álmodom
- Érik a szöllő (Szécsén Mihály)
- Hajrá totó! (Király Dezső–Monty Károly)
- Hozzám tartozol
- Ilyenkor este
- Kipi kop (Szenes Iván)
- Mambónak táncolod a tangót (Szenes Iván)
- Őszinte szerelem
- Ülcsi (Harsányi Béla)
- Váljunk el! (Szenes Iván)
- Van egy titok
- Vasárnap este

### Filmzenéi
- Rozmaring (1938)
- Mint a szemünk fényére (1953)
- Én és a nagyapám (1954)
- A kaucsuklabda bajnokai (1957, rövidfilm)